# Parafia św. Katarzyny Aleksandryjskiej w Bielicach
Parafia pod wezwaniem św. Katarzyny Aleksandryjskiej w Bielicach – rzymskokatolicka parafia w miejscowości Bielice, w Dekanacie Skoroszyce, w Diecezji Opolskiej.

## Historia
Parafia w tej miejscowości w źródłach wzmiankowana jest po raz pierwszy, w sporządzonym przez Galharda de Carceribusa w latach 1335 – 1342, rejestrze parafii – dłużników sześcioletniej dziesięciny Soboru w Vienne. Od XV wieku przy parafii istniała szkoła przykościelna, potwierdza to dokument z 1558 roku. Ostatnim przedwojennym proboszczem parafii był ks. Bruno Koschel.
Obecnie parafia obejmuje swym zasięgiem miejscowości: Bielice oraz Malerzowice Wielkie.

## Proboszczowie do 1945 roku
- Jacob von Bielitz      ok. 1375
- Marcus                 ok. 1435
- Johannes Sgabell       ok. 1575
- Balthasar Kromero          1583-1597
- Mattheus Hansel            1597-1610
- Jacobus Lux                1610-1619
- Martin Schmidt             1619-1626
- Johann Rudolph             1626-1638
- Jakob Johannes Hertelius   1638-1640
- Joann Cania                1640-1644
- Adam Ignaz Gallus          1644-1648
- Georg Martin Seidel        1648-1651
- Bartholomaus Andelius      1652-1669
- Ignatius Carolus Stephan   1669-1680
- Christoph Thomas           1680-1683
- Franziskus von Sprengsegg  1683-1685
- Gottfried Franz Schubert   1685-1687
- Johannes Schnall           1687-1699
- Simon Petrus Kretschmerr   1699-1731
- Johann Anton Hampel        1731-1755
- Ignatius Schmielle         1755-1763
- Tobias Schnorr             1763-1765
- Johann Georg Stanke        1766-1775
- Nicolas Richter            1775-1800
- Ignaz Stief                1800-1825
- Wenzeslaus Bartsch         1825-1852
- Franz Gauglitz             1852-1874
- Josef Langer               1874-1884
- Bernhard Welzel            1884-1889
- Emanuel Bartsch            1889-1905
- Johannes Fiegel            1905-1909
- Georg Masloch              1909-1913
- Paul Drabik                1914-1925
- Oscar Feicke               1926-
- Bruno Koschel

## Proboszczowie po 1945 roku
- ks. Bruno Koschel,
- ks. Henryk Welzel,
- ks. Jan Adamus,
- ks. Franciszek Sikora,
- ks. Franciszek Onderka,
- ks. Bronisław Dołhan,
- ks. Czesław Nowak
- ks. Józef Zwarycz
- ks. Józef Gurba (administrator)
- ks. Tomasz Maintok